# 2020 au Salvador
Cet article présente les faits marquants de l'année 2020 au Salvador.

## Évènements
- 9-11 février : le président Nayib Bukele entre dans l'Assemblée législative du Salvador, où l'opposition est majoritaire, accompagné de militaires et de policiers lourdement armés, ce qui n'était pas arrivé depuis la guerre civile de 1992, pour forcer les parlementaires à voter une augmentation du budget des forces armées de 109 millions de dollars[1] ; toutes les branches de l'opposition, la Société civile, les diplomates présents au Salvador et Amnesty International protestent contre ce qui est qualifié de "tentative de coup d’État" ou "d'autoputsch" par les députés[2] ; le 10 février la Cour Suprême de Justice juge anticonstitutionnel le recours à la force pour faire voter un budget et invalide donc celui-ci, et rappelle au Ministre de la Défense René Merino et au Directeur de la Police Mauricio Arriaza qu'ils n'ont pas le droit d'interférer avec le processus législatif[2] ; Bukele rejette le jugement de la Cour dans un premier temps[2], mais finit par l'accepter le 11 février[3].
- 31 mai : la tempête tropicale Amanda cause au moins 14 morts[4].